# Horodyszcze (wieś w rejonie pińskim)
Horodyszcze (błr. Гарадзішча; ukr. Городище; ros. Городище) – wieś na Białorusi, w rejonie pińskim obwodu brzeskiego, położona nad jeziorem Horodyszcze.

## Historia
W XVII wieku kasztelan trocki Jan Karol Kopeć ufundował we wsi kościół i klasztor opactwa benedyktynów, sprowadzonych z Monte Cassino. W drugiej połowie XVIII wieku opatem klasztoru został o. Mikołaj Stanisław Kieszkowski, który doprowadził do budowy murowanego kościoła i budynków klasztornych i napisał tu swą rozprawę teologiczną „Forma Gregis Pastor...”. W 1843 fundusze przeszły na własność rządu, a w 1864 klasztor został zamknięty. Klasztor posiadał majątki: Kupiatycze, Soszno, Wólka, Biała, Ciołkowicze i znaczne kapitały. Horodyszcze z murami klasztornymi z kościołem i wioską Soszno nabył od rosyjskiego rządu carski radca stanu De la Gardie, prezydent izby skarbowej mińskiej, za kilka tysięcy rubli srebrnych, wypłacanych w ratach w ciągu kilkunastu lat. Samo jezioro i karczma w Horodyszczu dawała mu 1000 rubli srebrnych rocznego dochodu. W XIX wieku Horodyszcze były jedyną wsią katolicką w powiecie pińskim ówczesnej guberni mińskiej. Była tu parafia dekanatu pińskiego z filiami: Łunin, Pohost, Soszno, Bohdanówka i kaplicą Płoskinie. W 1914 roku katolicy zdołali zebrać pieniądze i wykupić zrabowany im wcześniej kościół św. Anny.
3 lipca 1919 trzy polskie łodzie motorowe przeprowadziły rajd bojowy rzeką Jasiołdą. Na jednej z łodzi znajdował się pluton 34 pp pod dowództwem chorążego Andrzeja Baja, który pod nieprzyjacielskim ogniem desantował się i zdobył Horodyszcze, co następnie umożliwiło zajęcie, ważnego ze względów komunikacyjnych, Łunińca. Na pamiątkę tych wydarzeń 3 lipca ogłoszono Świętem Flotylli Rzecznej.
W 1941 r. w lesie w pobliżu wsi Wólka Horodyszczańska odkryto zbiorowy grób 53 więźniów więzienia w Pińsku zamordowanych przez NKWD. W 1944 roku barokowy kościół św. Anny został wysadzony w powietrze.
Obecnie z zespołu klasztornego zachował się dwukondygnacyjny budynek, który pierwotnie służył jako stodoła, a po 1920 roku został przebudowany na mieszkanie dla księdza. W 1948 r. budynek przebudowano i zaadaptowano na budynek szpitala psychiatrycznego

Galeria
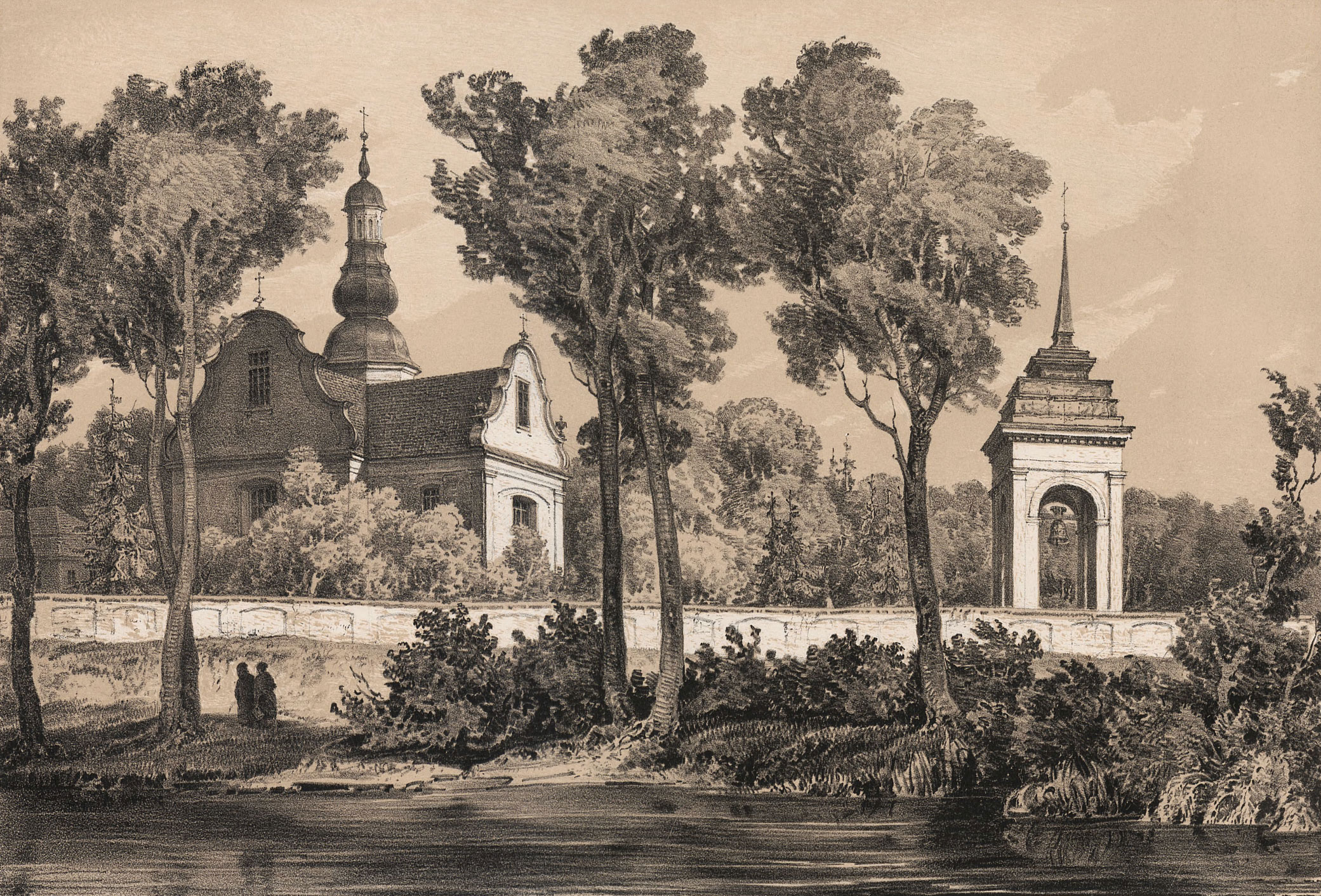
Kościół św. Anny na obrazie Napoleona Ordy
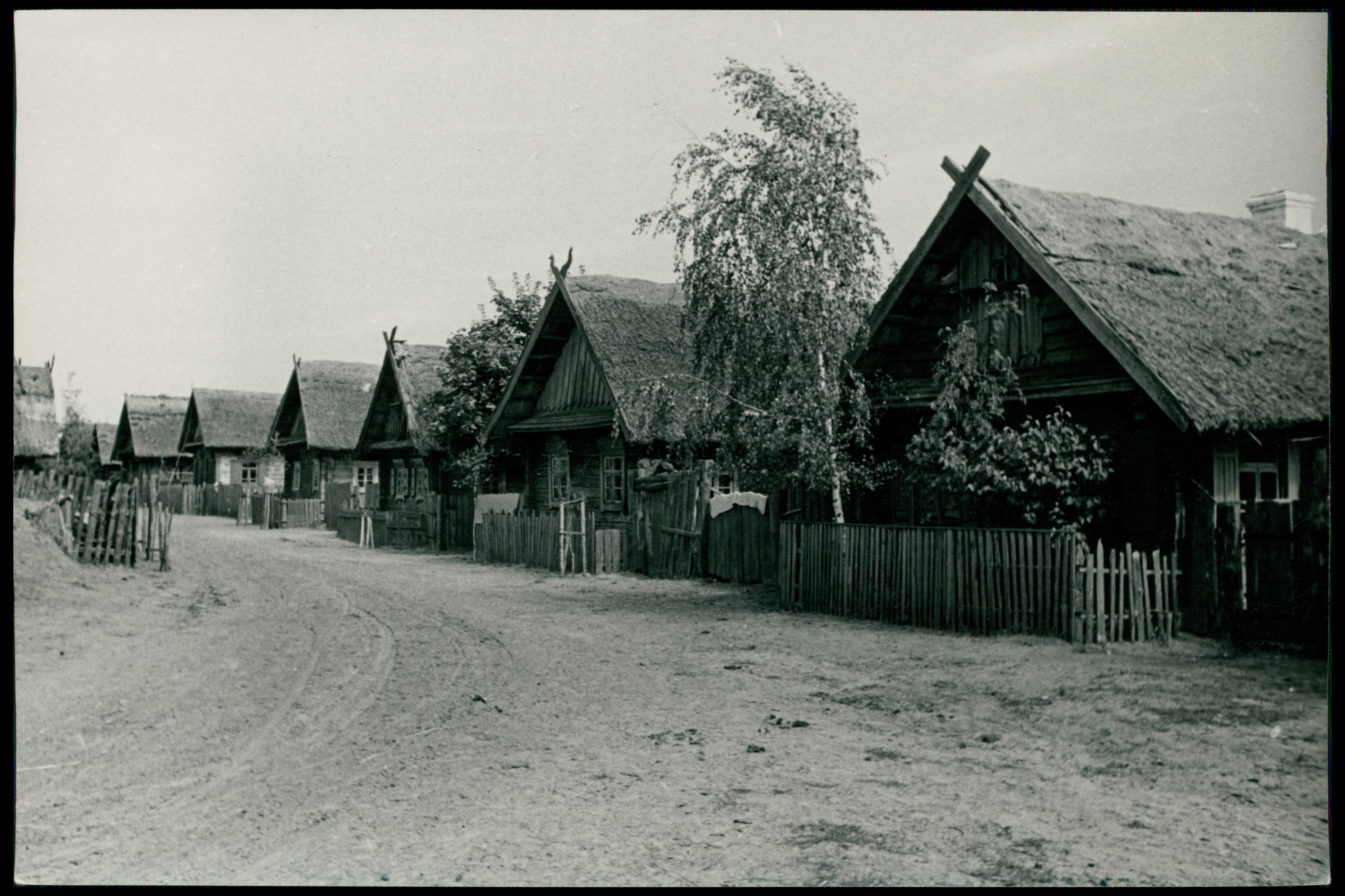
Zabudowa wsi w 1936 r.
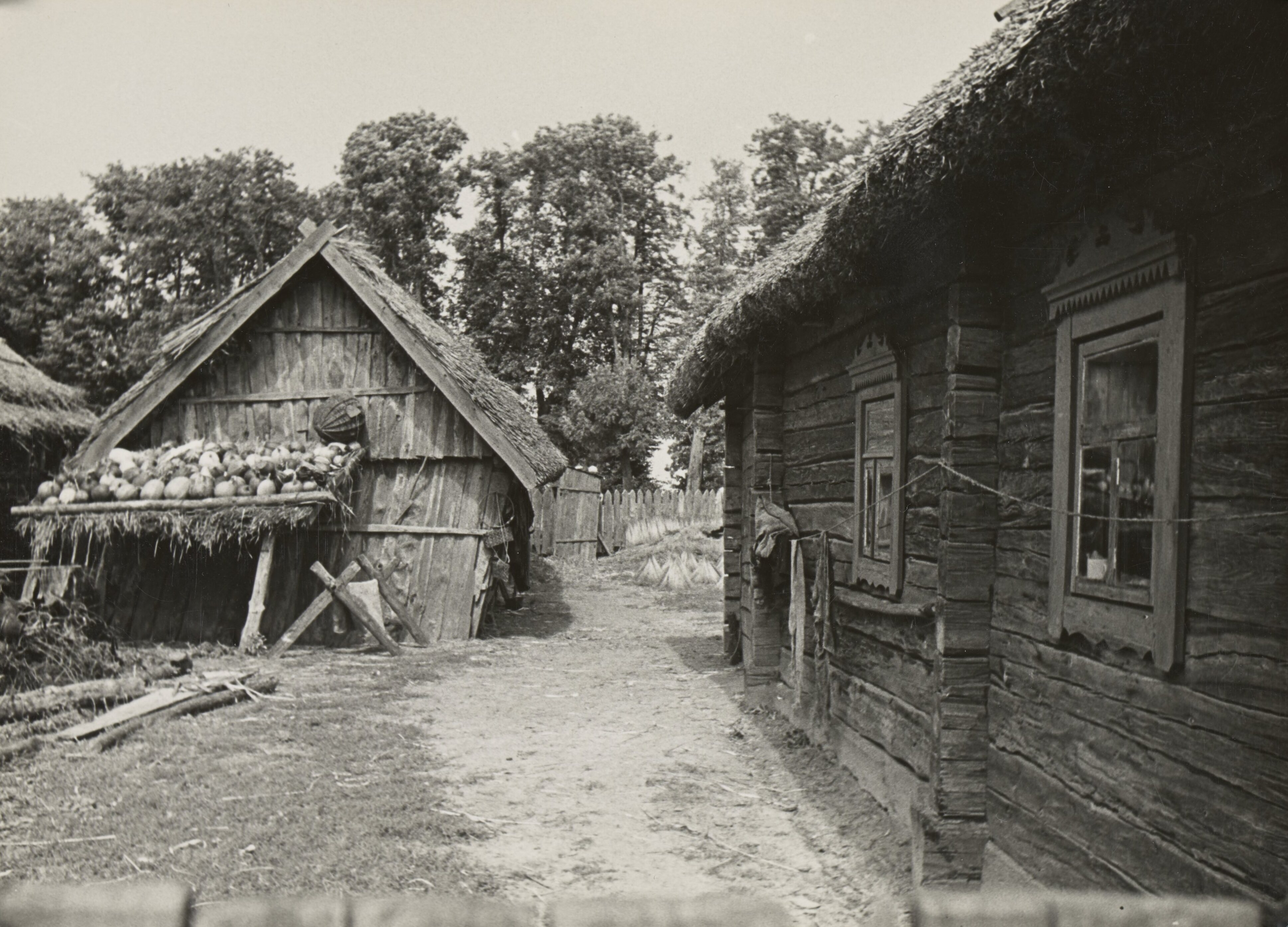
Zagroda, około 1936
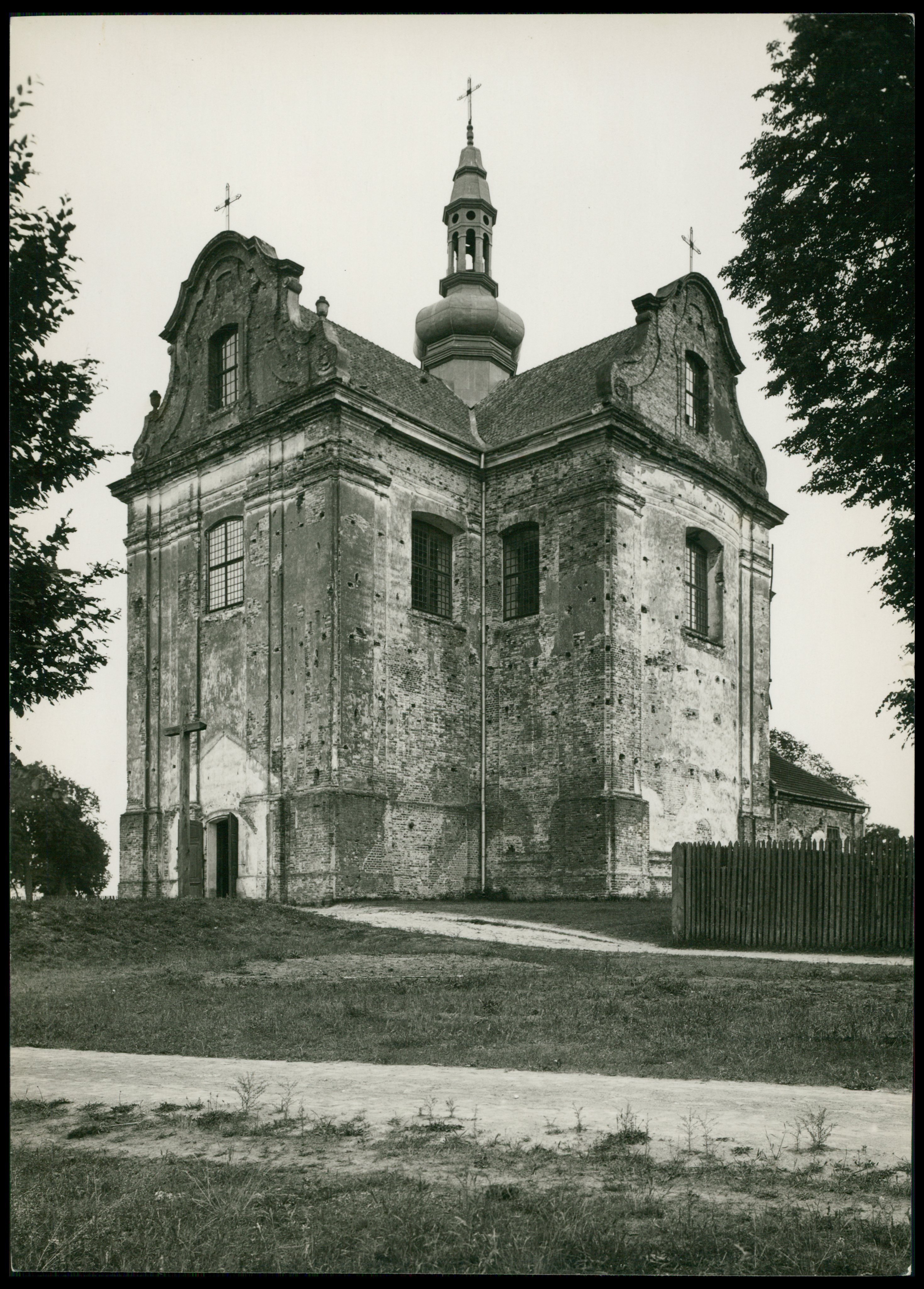
Kościół w 1936 r.
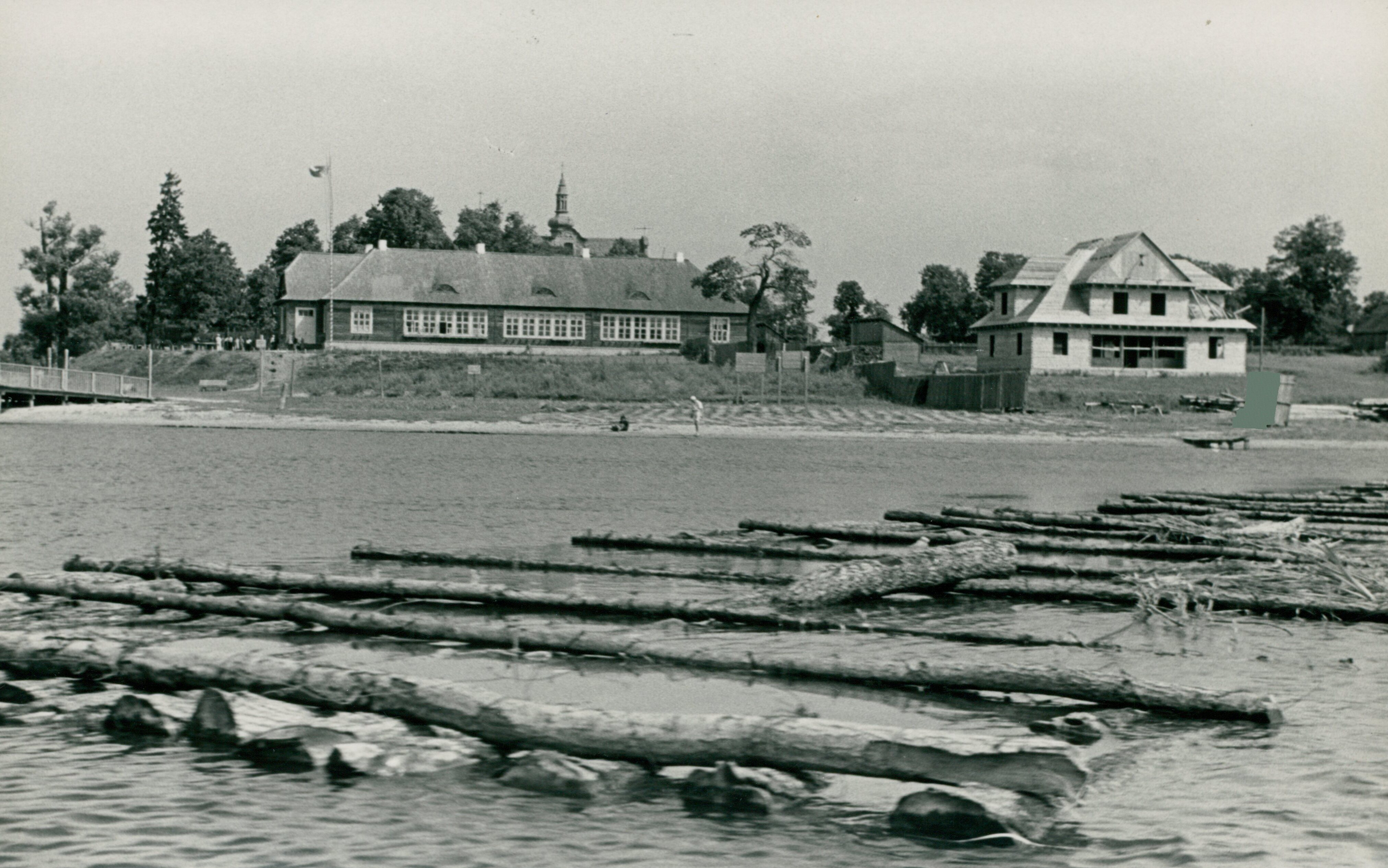
Szkoła i dom wycieczkowy, 1936
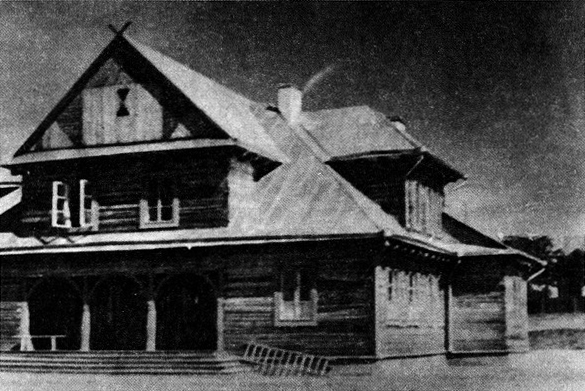
Dom turysty w 1938 r.